# 6905 Miyazaki
6905 Miyazaki è un asteroide della fascia principale. Scoperto nel 1990, presenta un'orbita caratterizzata da un semiasse maggiore pari a 2,6160304 UA e da un'eccentricità di 0,1936819, inclinata di 13,45600° rispetto all'eclittica.